# 1991 no Brasil
Esta é uma cronologia dos fatos acontecimentos de ano 1991 no Brasil.

## Incumbente
- Presidente do Brasil - Fernando Collor de Mello (15 de março de 1990 - 29 de dezembro de 1992)
- Vice-presidente do Brasil - Itamar Franco (15 de março de 1990 - 29 de dezembro de 1992)

## Eventos
- 2 de janeiro: Criação do Parque Estadual da Pedra Azul, no Espírito Santo.
- 11 de janeiro: Presidente Fernando Collor de Mello assina o decreto n° 1, também conhecido como Lei dos Royalties, que regulamenta o pagamento de royalties aos municípios produtores de minério e de energia elétrica.[1][2]
- 18 de janeiro: A segunda edição do festival musical Rock in Rio é realizada no estádio do Maracanã.[3]
- 26 de março: Os presidentes Andrés Rodríguez do Paraguai, Carlos Saúl Menem da Argentina, Luis Alberto Lacalle do Uruguai e Fernando Collor de Mello do Brasil, se encontram na capital paraguaia e assinam o Tratado de Assunção, que cria o Mercado Comum do Sul (Mercosul).[4]
- 22 a 27 de abril: Príncipe Carlos e Princesa Diana de Gales fazem uma visita de quatro dias ao Brasil.[5][6]
- 30 de maio: Cabo Bruno, acusado de mais 50 assassinatos, é preso em Santo Amaro, no estado de São Paulo.[7]
- 31 de maio: Chiara Lubich, fundadora do Movimento dos Focolares, visita o Brasil e propõe o ideal de Economia de Comunhão.
- 1 de agosto: O ativista contra o Apartheid[8] Sul-Africano Nelson Mandela, faz uma visita de seis dias ao Brasil, chegando ao Rio de Janeiro.[9]
- 12 a 21 de outubro: Papa João Paulo II faz uma visita de dez dias ao Brasil.[10][11]
- 20 de outubro: O piloto Ayrton Senna conquista seu terceiro título mundial de Fórmula 1 após chegar em segundo lugar no Grande Prêmio do Japão, em Suzuka.[12]

## Nascimentos
- 17 de janeiro: Tiquinho Soares, futebolista.
- 20 de janeiro: Isabella Dionísio, atriz.
- 13 de março: Luan Santana, cantor e compositor.
- 10 de maio: Raquel de Oliveira de Camargo Campos
- 28 de agosto: Humberto Carrão, ator.
- 9 de setembro: Oscar dos Santos Emboaba Júnior, jogador de futebol.
- 3 de outubro: Debby Lagranha, atriz e apresentadora de televisão.

## Mortes
- 7 de janeiro: José Guilherme Merquior, diplomata e pensador (n. 1941).
- 30 de março: Ivete Bonfá, atriz (n. 1940).
- 10 de abril: Wilma Dias, atriz e bailarina (n. 1954).
- 29 de abril: Gonzaguinha, cantor e compositor (n. 1945).
- 4 de junho: Chiquinho Brandão, ator (n. 1952).